# 1945年北平C-46坠毁事故
1945年北平C-46运输机坠毁事故发生于1945年10月12日，美國陸軍航空軍一架C-46運輸機在汉口飞往北平（现在称为北京）的途中坠毁在北平南苑机场附近。机上59人全部死亡。是1945年最致命的飞机坠毁事故，也是当时中华民国最致命的航空事故，更是涉及C-46运输机最致命的事故。
事发当天，这架有55名中国士兵和4名机组人员的飞机在不利的阴天气候下接近北平。此外，南苑机场缺乏无线电信标，使机组人员依赖商业电台进行导航。接近机场时，C-46撞上机场的无线电天线并坠毁，机上人员全部遇难。